# Cedrus libani
El Cedrus libani, comúnmente conocido como cedro del Líbano, es una especie de cedro nativa de las montañas de la cuenca del Mediterráneo Oriental. Es una conífera acicufolia de hoja perenne que puede alcanzar los 40 m de altura. Es el emblema nacional del Líbano y se usa ampliamente como árbol ornamental en parques y jardines.

## Descripción

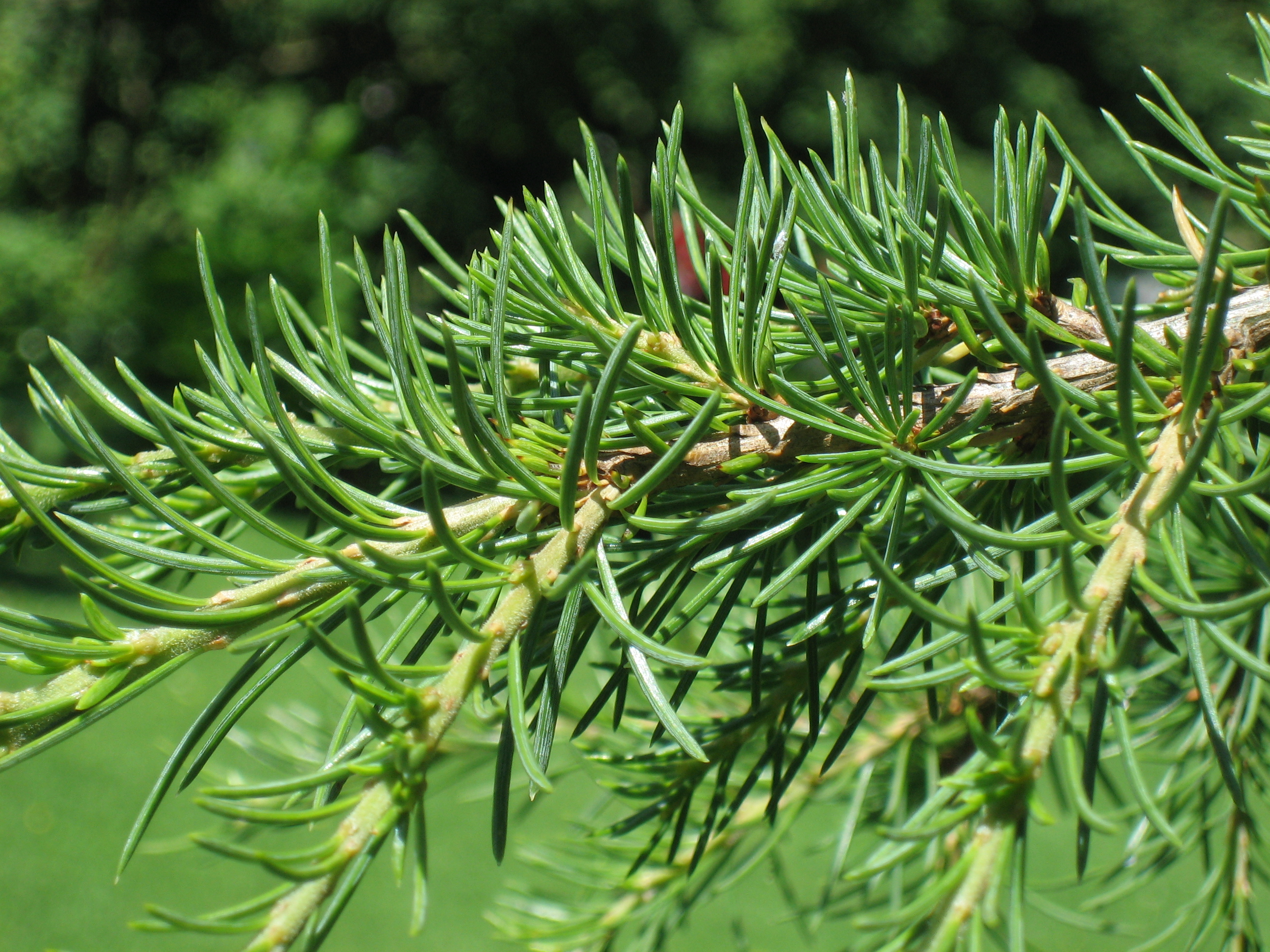
Follaje del Cedrus libani

Cedrus libani es una conífera de hoja perenne. Puede alcanzar 40 m de altura con un tronco columnar masivo de hasta 2,5 m de diámetro. Los troncos de los árboles viejos generalmente se bifurcan en varias ramas grandes y erectas. Su corteza rugosa y escamosa es de un color gris oscuro a marrón negruzco y está atravesada por profundas grietas horizontales que se descaman en pequeñas astillas. En los árboles jóvenes, las ramas de primer orden son ascendentes; crecen posteriormente hasta un tamaño mucho mayor de forma horizontal y, finalmente, adquieren una disposición amplia y extendida, incluso con las ramas mayores dirigiéndose hacia el suelo, que en cierta medida recuerda un paraguas. Los árboles que se desarrollan en bosques originarios densos dentro de su área natural de crecimiento mantienen formas más piramidales.
Los brotes son dimórficos, tanto con brotes largos como cortos. Los brotes nuevos son de color marrón pálido, mientras que los brotes más viejos se vuelven grises, acanalados y escamosos. C. libani tiene los brotes ovoides ligeramente resinosos que miden de 2 a 3 mm de largo y 1,5 a 2 mm de ancho encerrados en escamas caducas de color marrón pálido. Las hojas son como agujas, dispuestas en espirales y concentradas en el extremo proximal de los brotes largos y en grupos de 15 a 35 en los brotes cortos; son de 5 a 35 mm de largo y de 1 a 1,5 mm de ancho, romboiadales en su sección transversal y varían de verde claro a verde glauco con bandas de estomas en los cuatro lados.
Cedrus libani produce sus primeros conos alrededor de los 40 años. Florece en otoño. Los conos masculinos aparecen a principios de septiembre y los femeninos a finales de ese mismo mes. Los conos masculinos crecen en los extremos de los brotes cortos; son erectos e independientes entre sí, de aproximadamente 4 a 5 cm de largo y maduran de un color verde pálido al marrón pálido. Los conos de semillas femeninas también crecen en los extremos de los brotes cortos. Los conos de semillas jóvenes son resinosos, no pedunculados y de color verde pálido y requieren de 17 a 18 meses después de la polinización para madurar. Los conos leñosos maduros son de 8 a 12 cm de largo y de 3 a 6 cm de ancho; son escamosos, resinosos, ovoides o en forma de barril y de color gris-marrón. Los conos maduros se abren de arriba hacia abajo, se desintegran y pierden sus escamas de semillas, liberándolas hasta que solo el raquis del cono permanece unido a las ramas.
Las escamas de las semillas son delgadas, anchas y coriáceas. Miden de 3,5 a 4 cm de largo y de 3 a 3,5 cm de ancho. Las semillas son ovoides, de 10 a 14 mm de largo y de 4 a 6 mm de ancho, unidas a un ala en forma de cuña de color marrón claro de 20 a 30 mm de largo y 15 a 18 mm de ancho. C. libani crece muy rápidamente hasta la edad de 45-50 años, mientras que, posteriormente, lo hace de una forma extremadamente lenta hasta los 70 años de edad, cambiando más la forma de sus ramas que la altura.

## Taxonomía

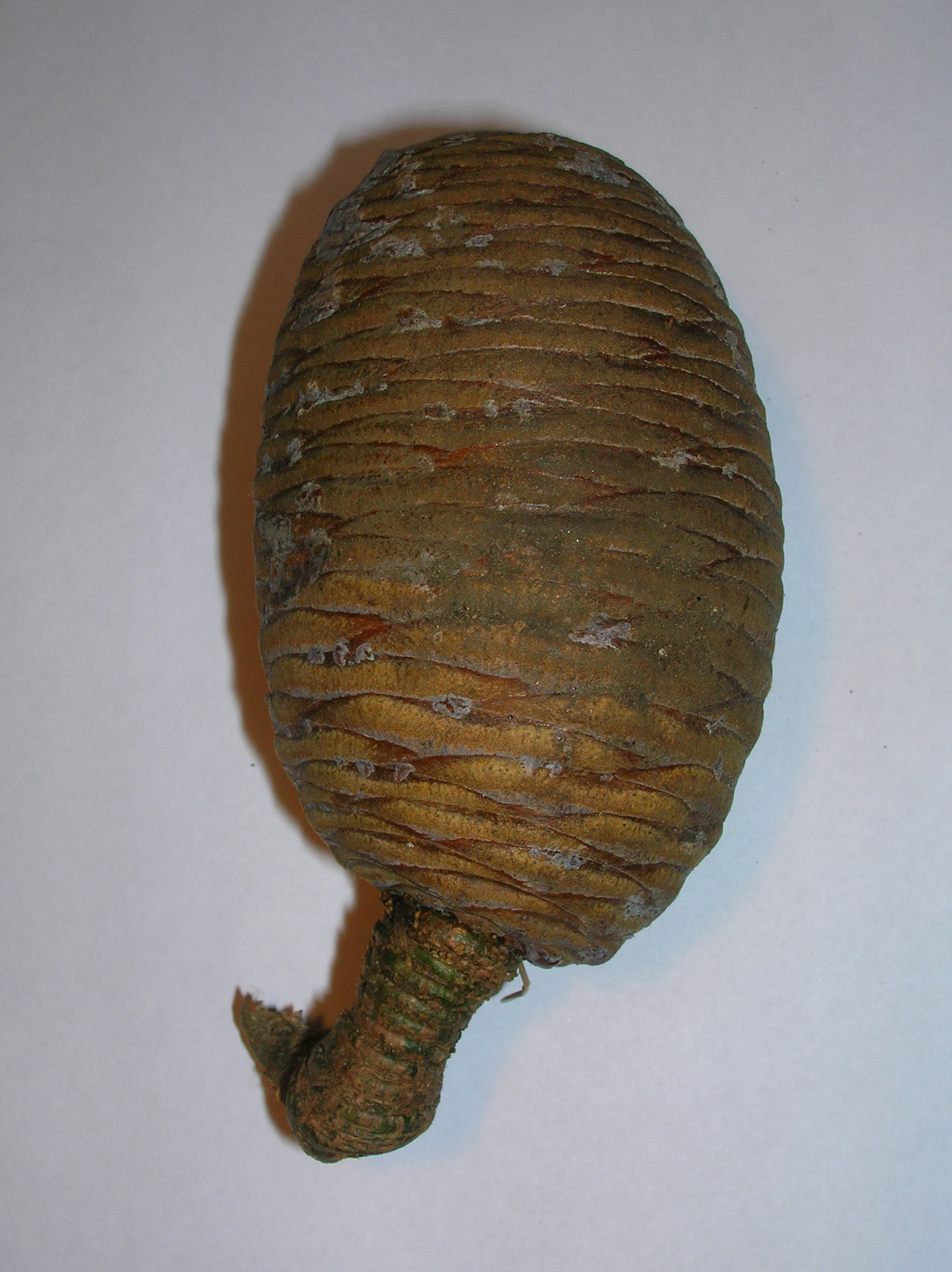
Cono femenino del cedro del Líbano mostrando restos de resina

Cedrus es el nombre latino de los verdaderos cedros. El epíteto específico se refiere a la cordillera del Líbano, donde la especie fue descrita por primera vez por el botánico francés Achille Richard.  Se reconocen dos tipos distintos como variedades: C. libani var. libani y C. libani var. brevifolia
El cedro del Líbano crece en Líbano, al oeste de Siria y en el centro-sur de Turquía. C. libani var. estenocoma (cedro de Tauro) era considerado una subespecie en la literatura anterior, pero ahora se reconoce como un ecotipo de C. libani var. libani. Por lo general, tiene una corona extendida que no se aplana. Esta morfología distintiva es un hábito evolutivo que, se supone, desarrolla frente al entorno competitivo, ya que el árbol se presenta en rodales densos mezclados con Abies cilicica, de crecimiento alto, o en rodales puros de cedros jóvenes.
C. libani var. brevifolia, conocido como cedro de Chipre se encuentra en las montañas Troodos de la isla mediterránea. Este taxón se consideró una especie separada de C.libani debido a las diferencias en sus rasgos morfológicos y ecofisiológicos. Se caracteriza por un crecimiento lento, agujas más cortas y una mayor tolerancia a la sequía y a los pulgones.  Sin embargo, los estudios de relación genética no reconocen a C. brevifolia como una especie separada, ya que los marcadores no se pueden distinguir de los de C. libani, sino una adaptación endémica local de la especie.

## Distribución y hábitat
C. libani var. libani es endémico de las montañas elevadas alrededor del Mediterráneo Oriental en Líbano, Siria y Turquía. El árbol crece en suelos de litosoles calcáreos bien drenados en laderas y crestas rocosas, orientadas al norte y al oeste, y prospera en tierra franca o en arcilla arenosa a pleno sol.  Su hábitat natural se caracteriza por veranos cálidos y secos e inviernos fríos y húmedos con una precipitación anual de 1 000 a 1 500 mm. Los árboles suelen estar cubiertos con una gruesa capa de nieve en las altitudes más altas durante el invierno. En el Líbano y en Turquía esto suele ocurrir en altitudes de 1 300 a 3 000 m, donde forma bosques puros o bosques mixtos junto con abetos cilíndricos (Abies cilicica), pino negro europeo (Pinus nigra), pino del Mediterráneo oriental (Pinus brutia) y varias especies de enebro. En Turquía, puede suceder a altitudes tan bajas como 500 m.
C. libani var. brevifolia crece en condiciones similares en montañas medianas y altas en Chipre en altitudes que van desde 900 a 1 525 m.

## Historia y simbolismo

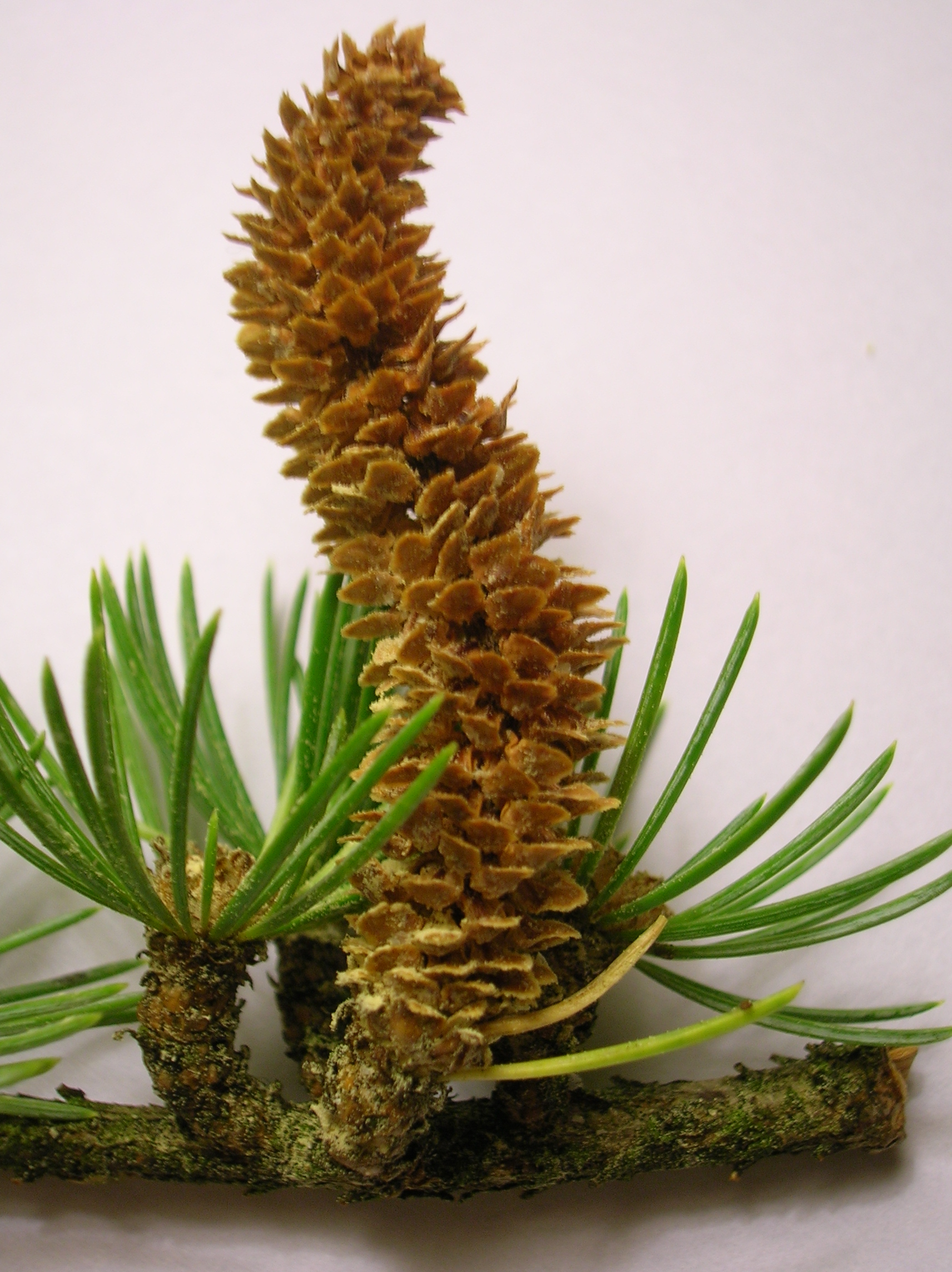
Cono masculino de un cedro del Líbano

En la Epopeya de Gilgamesh, una de las primeras grandes obras literarias, el héroe sumerio Gilgamesh y su amigo Enkidu viajan a un legendario bosque de cedros para matar a su guardián y talar sus árboles. Mientras que las primeras versiones de la historia ubican el bosque en Irán, más tarde los relatos babilónicos de la historia sitúan el bosque de cedros en el Líbano.
El cedro del Líbano se menciona varias veces en el Tanakh. Moisés ordenó a los sacerdotes hebreos que usaran la corteza del cedro del Líbano en el tratamiento de la lepra. Salomón también adquirió madera de cedro para construir el Templo de Jerusalén. El profeta hebreo Isaías usó el cedro del Líbano como una metáfora del orgullo del mundo, con el árbol mencionado explícitamente en el Salmo 92:12 como un símbolo de los justos.

### Importancia nacional y regional

Bandera de Líbano con el símbolo que representa el cedro del Líbano, justo en el centro

El cedro del Líbano es el emblema nacional de Líbano y se muestra en la bandera de Líbano y el escudo de armas de Líbano. También es el logotipo de Middle East Airlines, que es la aerolínea nacional del Líbano. Más allá de eso, también es el símbolo principal de la Revolución del cedro del Líbano en 2005, junto con muchos partidos y movimientos políticos libaneses, como el Partido Kataeb, las Fuerzas armadas libanesas y el Partido Liberal Nacional. Finalmente, al Líbano a veces se le conoce metonímicamente como la Tierra de los Cedros.
Mientras en Europa hay especímenes plantados con más de 350-400 años de antigüedad, sobre todo en parques y jardines de Gran Bretaña y Francia, en Arkansas, Estados Unidos, existe un programa Champion Tree que registra especímenes de árboles excepcionales. El cedro del Líbano reconocido por el estado se encuentra dentro del parque nacional Hot Springs y se estima que tiene más de 100 años.
Además, en la localidad de Calatayud (Zaragoza), las monjas que habitaban el monasterio que hoy ocupa lo que es el museo de Calatayud, decidieron fundar una congregación en Beirut. Y fruto de esto, en la plaza de Santa Teresa se encuentran dos cedros del Líbano mandados por las monjas que hasta allí se trasladaron.

## Cultivo

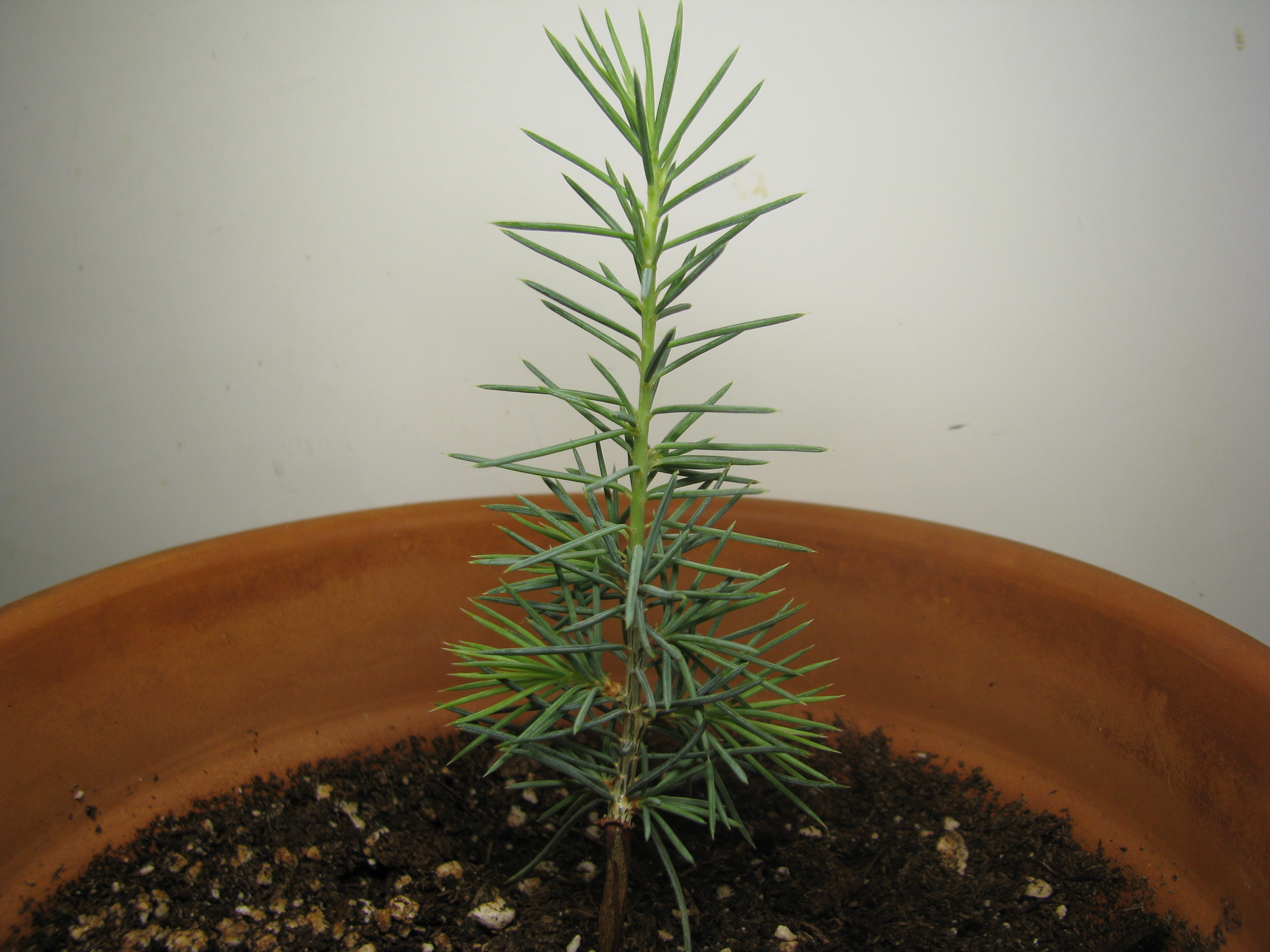
Un cedro del Líbano de ocho meses de edad

Para hacer germinar las semillas del cedro del Líbano se prefiere la tierra para macetas, ya que es menos probable que contenga especies de hongos que pueden matar las plántulas en sus primeras etapas. Antes de sembrar, es importante remojar la semilla a temperatura ambiente durante un período de 24 horas, seguido de estratificación en frío (3 ~ 5 °C) durante dos a cuatro semanas. Una vez sembradas las semillas, se recomienda mantenerlas a temperatura ambiente (~ 20 °C) y cerca de la luz solar. El suelo debe mantenerse ligeramente húmedo con riego de baja frecuencia. El riego excesivo puede causar un deterioro que matará rápidamente las plántulas. El crecimiento inicial será de alrededor de 3 a 5 cm el primer año, que se acelerará durante los años siguientes.

## Usos

### Uso hortícola
El cedro del Líbano es ampliamente cultivado como un árbol ornamental en parques y jardines.
Se desconoce cuándo se plantó el primer cedro del Líbano en Gran Bretaña, pero data de al menos 1664, cuando se menciona en Sylva o discurso de los árboles y propagación de los bosques. En Gran Bretaña, los cedros del Líbano son conocidos por su amplia difusión en el cementerio Highgate de Londres.
C. libani ha ganado el Premio del Mérito al Jardín de la Royal Horticultural Society (en 2017).

### Otros usos
La madera de cedro es muy apreciada por su grano fino, su atractivo color amarillo y su fragancia. Es excepcionalmente duradera e inmune a los estragos de los insectos. La madera de C. libani tiene una densidad de 560 kg / m³; Se utiliza para fabricar muebles, en la construcción y artesanía. En Turquía, las técnicas de corte y tala de  esta madera se utilizan tanto para obtener madera como para promover una regeneración forestal uniforme de los bosques. La resina de cedro (cedria) y el aceite esencial de cedro (cedrum) son los extractos más apreciados de la madera y de los conos del cedro.

## Ecología y conservación

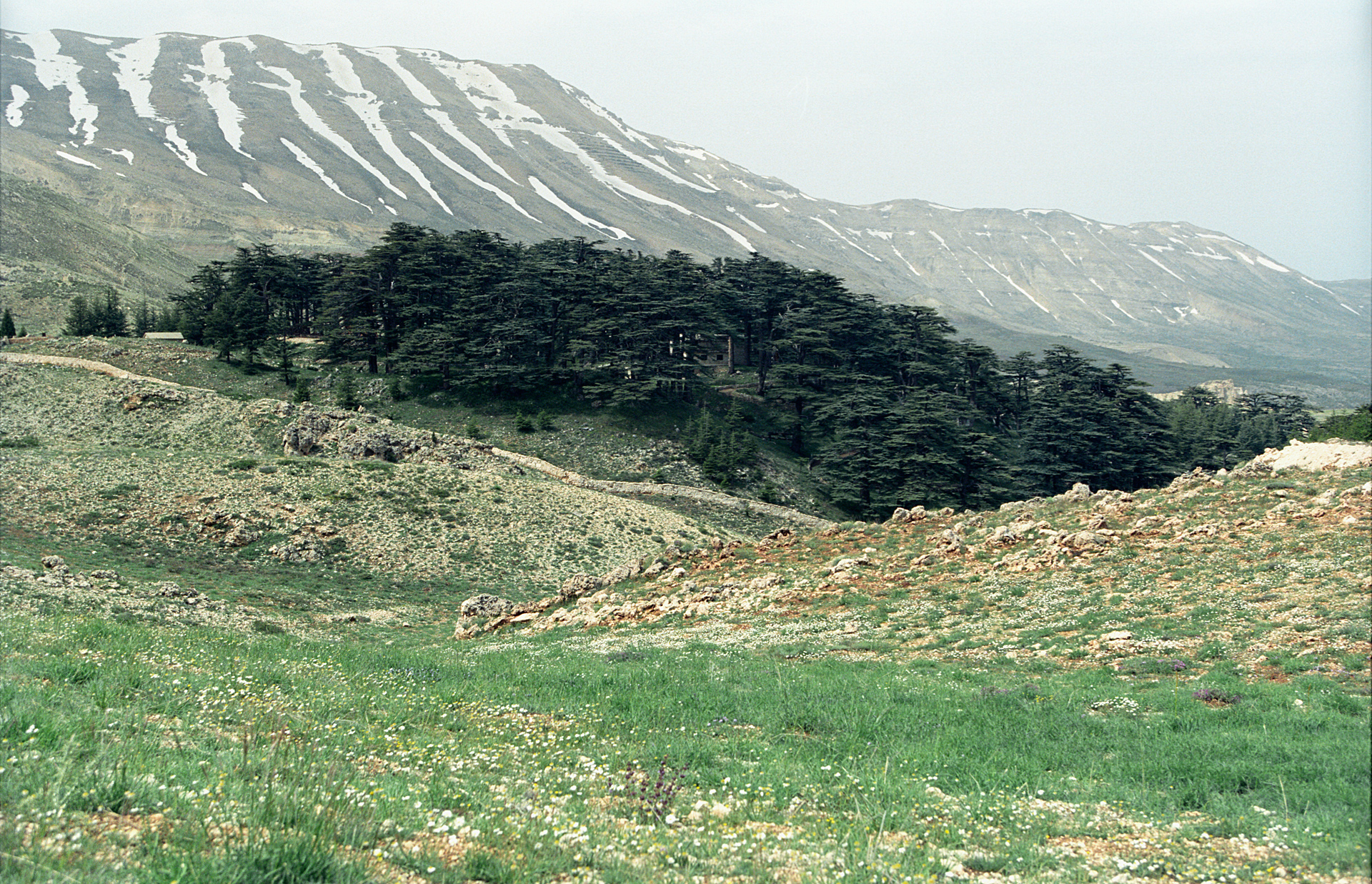
Cedros del Líbano; arboleda antigua y sagrada en la cordillera del Monte Líbano.

A lo largo de los siglos, se ha producido una extensa deforestación, donde solo sobreviven pequeños restos de los bosques originales autóctonos. La deforestación ha sido particularmente severa en el Líbano y en Chipre. En Chipre, solo sobreviven pequeños árboles de hasta 25 m de altura, aunque Plinio el Viejo registró cedros de 40 m de altura en aquella zona. Se han hecho intentos en varias ocasiones a lo largo de la historia para preservar los cedros del Líbano. La primera fue realizada por el emperador romano Adriano, quien creó un bosque imperial y ordenó que se marcara con mojones con epigrafías los límites del territorio. Dos de esas marcas se encuentran conservadas en el museo de la Universidad Americana de Beirut.
Una importante reforestación del cedro del Líbano se está llevando a cabo en la región mediterránea. En Turquía, se plantan anualmente más de 50 millones de cedros, cubriendo un área de alrededor de 300 kilómetros cuadrados. Las poblaciones de cedro libanés también se están expandiendo gracias a un programa activo que combina la replantación y la protección de la regeneración natural contra la deforestación provocada por las cabras en los brotes pequeños, la caza, los incendios forestales y los gusanos de la madera. El estado libanés ha creado varias reservas, incluidas la Reserva de cedro Chouf, la Reserva de cedro Jaj, la Reserva de Tannourine, las Reservas de Ammouaa y Karm Shbat en el distrito de Akkar y el Bosque de Cedros de Dios cerca de Bsharri.
Debido a que durante la etapa de plántulas, es difícil diferenciar C. libani de C. atlantica o C. deodara, la Universidad Americana de Beirut ha desarrollado un método de identificación basado en el ADN para garantizar que los esfuerzos de reforestación en el Líbano sean de los cedros autóctonos y no de otras especies.

## Enfermedades y plagas
C. libani es susceptible a toda una serie de patógenos del suelo, foliares y del tallo. Las plántulas son propensas a los ataques de hongos. El hongo necrotrófico Botrytis cinerea se sabe que causa daños considerables a los cultivos alimentarios, ataca las agujas de cedro y hace que se vuelvan amarillas y se caigan. Armillaria mellea (comúnmente conocido como hongo de la miel) es un basidiomiceto que fructifica en densos grupos en la base de los troncos o tocones y ataca las raíces de los cedros que crecen en suelos húmedos. La polilla del cedro libanés Parasyndemis cedricola es una especie de la familia Tortricidae encontrada en los bosques del Líbano y Turquía. Sus larvas se alimentan de hojas y de brotes jóvenes de cedro..
Sinonimia
- Abies cedrus (L.) Poir.
- Cedrus cedrus (L.) Huth
- Cedrus effusa (Salisb.) Voss
- Cedrus elegans Knight
- Cedrus libanensis Juss. ex Mirb.
- Cedrus libanitica Trew ex Pilg.
- Cedrus libanotica Link
- Cedrus patula (Salisb.) K.Koch
- Larix cedrus (L.) Mill.
- Larix patula Salisb.
- Peuce cedrus (L.) Rich.
- Pinus cedrus L.
- Pinus effusa Salisb.[40]